# Thalia (Nereide)
Thalia oder Thaleia (altgriechisch Θαλία, Θάλεια) ist in der griechischen Mythologie eine Tochter des Nereus und der Okeanide Doris und somit eine der Nereiden.
Homer erwähnt sie in der Ilias im Rahmen seiner Aufzählung der Nereiden, auch im Nereidenkatalog bei Hyginus Mythographus wird sie genannt.  In der Theogonie Hesiods ist an ihrer Stelle der Name Halie erhalten, was versuchsweise in Thalie verbessert wurde. Eine Klärung scheint nicht möglich. Eustathios von Thessalonike geht in seinem Kommentar zur Ilias zweimal auf Thaleia ein.
Vergil kennt ihren Namen sowohl in der Aeneis als auch in den Georgica. Dargestellt ist Thaleia zusammen mit Galene, Kymothea, Kymodoke, Glauke, Doso und Pontomedeia auf einer rotfigurigen Pyxis im British Museum.